# Ловушка среднего дохода
Ловушка среднего дохода (англ. Middle income trap) — ситуация в экономическом развитии, когда страна, которая достигает определённого дохода, застревает на этом уровне. Страна при этом не становится развитой, но и не остаётся «неразвитой».

## Описание ловушки
Ловушка среднего дохода возникает, когда рост экономики страны замедляется и, в конечном итоге, останавливается после достижения среднего уровня доходов. Проблема обычно возникает, когда развивающиеся страны застревают посередине в связи с ростом заработной платы и снижением ценовой конкурентоспособности, и не в состоянии конкурировать как с развитыми экономиками с высокой квалификацией и инновациями, так и с экономиками с низкими доходами, низким уровнем заработной платы и дешёвым производством промышленных товаров. По мере роста заработной платы производители часто оказываются не в состоянии конкурировать на экспортных рынках с другими странами с более низкими издержками производства. В то же время они по-прежнему отстают от передовых стран с более высокой стоимостью продукции.
Как правило, страны, захваченные в ловушку среднего дохода, имеют:
- низкий уровень инвестиций;
- медленный рост производства;
- слабую диверсификацию промышленности;
- плохие условия на рынке труда.

Такая ловушка среднего дохода происходила, например, в ЮАР и Бразилии на протяжении многих десятилетий, в период, который Всемирный банк называет диапазоном среднего дохода (ВВП на душу населения составляет от $ 1000 до $ 12 000 в ценах 2010 года).